# Povertà nell'antica Roma
La povertà nell'antica Roma è difficile da definire, poiché gran parte della popolazione romana viveva in condizioni simili a come si intende la povertà moderna. La società romana era in gran parte agricola e bassi tassi di alfabetizzazione, alta mortalità infantile e scarsa alimentazione erano problemi che riguardavano tutta la popolazione. La povertà era soprattutto legata alla mancanza di terra; nell'antica Roma la proprietà della maggior parte della terra era concentrata nelle mani di una piccola classe di persone ricche, lasciando il resto della popolazione con modesti possedimenti. Solo nei contesti urbani la popolazione poteva essere in grado di vivere bene senza possedere terreni. La povertà dell'antica Roma coincideva anche con la privazione dei diritti politici: gli indigenti erano meno in grado di accedere alle cariche politiche, avevano maggiori difficoltà a votare, il loro voto aveva una minore importanza ed erano sottoposti a prelievi fiscali più elevati. Il Codex Theodosianus, un documento giuridico tardo romano, riporta varie leggi in cui i poveri dovevano essere puniti in modo diverso dai ricchi. Le stime del PIL pro capite relativo all'antica Roma suggeriscono che la maggior parte della popolazione viveva a livelli di sussistenza, con abbastanza soldi per vivere in modo sicuro ma non confortevole.
Scrittori romani come Seneca e Cicerone descrissero le parti più povere della popolazione come masse non virtuose e immorali che erano una minaccia per la nazione in quanro non rispecchiavano i valori del mondo romano. Sallustio, un politico e storico romano del I secolo a.C., sosteneva che i plebei invidiavano gli individui più ricchi e la gelosia gli spingeva a destabilizzare la società romana; cita la cospirazione di Catilina, un tentativo di colpo di stato che Sallustio riteneva fosse stato promosso dalla plebe. Altri scrittori romani, come il filosofo Seneca del I secolo, condannarono la ricchezza, denigrandola, come responsabile della malcontentezza nella vita. I romani apprezzavano anche lo stile di vita agricolo semplice, onorando eroi come Cincinnato che, secondo la leggenda, viveva in una fattoria prima delle sue campagne militari. Le antiche raffigurazioni cristiane romane tendono a dipingere i poveri come più comprensivi e spesso intenti a chiedere ai ricchi di aiutarli. Giovanni Crisostomo, un teologo cristiano del IV secolo, sosteneva che se i ricchi ridistribuissero le loro ricchezze tra la popolazione "avresti difficoltà a trovare un povero ogni cinquanta o addirittura ogni cento degli altri". Tuttavia, altri scrittori cristiani adottarono punti di vista meno critici sulla ricchezza; il teologo Clemente di Alessandria nel III secolo descrisse la ricchezza come moralmente neutra, sostenendo che la pietà dei ricchi non è necessariamente soffocata dalla loro ricchezza.
Il governo romano attuò varie politiche volte a fornire aiuti finanziari ai poveri: la cura annonae fu un programma di ridistribuzione del grano e l'alimenta era un programma di assistenza per i bambini poveri. La ricca filantropia romana, quando si verificava, era spesso più motivata dal desiderio di apparire benevoli e di mostrare il proprio status sociale, che dal vero altruismo. I filantropi dell'antica Roma, infatti, si aspettavano di avere statue e targhe che commemorassero la loro generosità. Le motivazioni egoistiche che spesso sostenevano il dono romano furono notate e derise dagli scrittori contemporanei: Cicerone descrisse questo fenomeno, affermando: "Possiamo anche osservare che molte persone fanno molte cose che sembrano ispirate più da uno spirito di ostentazione che da una sincera gentilezza; perché queste persone non sono veramente generose, ma sono piuttosto influenzate da una sorta di ambizione di dare sfoggio di essere generose". Seneca promosse la carità genuina nei suoi scritti, dichiarando che il "saggio tenderà la mano al marinaio naufragato, offrirà ospitalità all'esiliato e l'elemosina ai bisognosi". Tuttavia, non sosteneva nemmeno la generosità illimitata, suggerendo che la carità dovesse essere limitata a "uomini buoni o a coloro che [la carità] può trasformare in uomini buoni". Idee simili furono espresse dal commediografo Plauto del III secolo a.C.: "Un uomo che dà a un mendicante qualcosa da mangiare o da bere gli rende un cattivo servizio: ciò che gli dà viene sprecato e prolunga la sua vita nella miseria".

## Definizione
Definire la povertà nell'antica Roma può essere difficile in quanto le condizioni della maggior parte della popolazione erano riconducibile alla concezione moderna; la società del'antica Roma era prevalentemente agricola e rurale ed era afflitta da alti tassi di mortalità infantile, scarsa alimentazione e basso livello di alfabetizzazione. Nell'analizzare il fenomeno, inoltre, è necessario tenere conto che nell'antichità, la vera indigenza era probabilmente una condizione fatale e insostenibile che potrebbe aver impedito la sopravvivenza di una classe sociale unicamente povera. Le limitate fonti archeologiche relative alle condizioni delle classi meno abbienti creano ulteriori problematiche per gli studiosi moderni. Gli scrittori romani in genere non distinguono tra i diversi strati sociali tra le classi plebee più povere, dividendo invece la società tra i ricchi patrizi, o cavalieri della classe alta, e le masse della classe inferiore.
In molti casi, le fasce sociali romane erano organizzate in base al potere politico più che alla posizione economica. Ad esempio, una tipica distinzione di classe sociale romana era tra gli honestiores e gli humiliores, ai primi appartenevano i veterani dell'esercito, i senatori, gli equestri e i decurioni municipali e ai secondi il resto della popolazione. Gli honestiores, essendo composti da individui che andavano dai consoli ai veterani dell'esercito, comprendevano quasi certamente una varietà di classi economiche distinte, ma allo stesso modo, gli humiliores probabilmente erano costituiti da individui con un'ampia gamma di ricchezza poiché la popolazione romana rientrava quasi interamente in questa categoria. Nel II secolo d.C., il giurista romano Gaio, nelle sue Istituzioni, sosteneva che "La principale divisione del diritto delle persone è la seguente, vale a dire che tutti gli uomini sono liberi o schiavi". Secondo il classicista Peter Garnsey e lo storico del diritto Caroline Humfress, il significato della distinzione tra poveri liberi e schiavi diminuì nel corso della storia romana. Le punizioni tradizionalmente riservate agli schiavi divennero sempre più comuni come pene anche per le altre classi. Callistrato, un giurista vissuto durante il regno dell'imperatore Settimio Severo (145–211), sosteneva che la pena dell'immolazione, sebbene un tempo esclusiva per gli schiavi, divenne comune anche per i plebei e gli "uomini di basso rango" (humilis personae). Durante il regno dell'imperatore Diocleziano (284–305), il sistema dei contadini affittuari, noti come coloni, divenne sempre più diffuso riducendo, di fatto, molti contadini romani alla servitù della gleba.
La povertà stessa potrebbe essere stata in parte definita dalla mancanza di potere politico; durante la Repubblica romana, solo una piccola frazione della popolazione era veramente in grado di partecipare o influenzare il processo politico. Gli individui appartenenti alla classe superiore godevano di un accesso più facile alle cariche politiche rispetto alle persone della classe inferiore. L'assemblea centuriata, che eleggeva i magistrati superiori, era divisa in 193 centurie organizzate in base al valore della proprietà. Senatori, cavalieri e la classe più elevata ne detenevano 88; la seconda e la terza classe solo 30, mentre la classe più bassa, i proletarii, ne deteneva solo 1. Gran parte della popolazione romana era privata del diritto di voto perché non ne aveva la capacità legale perché non dotata di cittadinanza o perché non aveva la capacità pratica di consegnare la propria scheda.
Un'altra incertezza è la presenza di una classe media romana. La società del tempo potrebbe essere stata composta da una manciata di individui ricchi che costituivano lo 0,6% della popolazione, un esercito che costituiva lo 0,4% della popolazione e le masse povere che componevano il restante 99% della popolazione. Tuttavia, i censimenti romani documentavano numerosi strati sociali diversi, il che implica che probabilmente vi erano più classi medie composte da persone che mantenevano notevoli quantità di ricchezza senza qualificarsi come ricche. Altri studiosi, come il classicista William Harris, divisero la società romana in tre classi economiche: coloro che facevano affidamento sul lavoro degli altri, coloro che erano benestanti anche se lavoravano ancora e gli schiavi e i lavoratori umili. Tuttavia, queste distinzioni non identificano le varie sottoclassi uniche all'interno della più ampia classificazione dei poveri romani.  La proprietà terriera potrebbe anche aver distinto i poveri dai ricchi in gran parte della campagna romana. Coloro che avevano quantità significative di terra di qualità in grado di produrre buoni raccolti erano senza dubbio molto più ricchi di coloro che non avevano tali opportunità. Tali persone sarebbero state libere dalle preoccupazioni che affliggevano i più poveri, come l’insicurezza alimentare. La terra era ampiamente utilizzata come garanzia per i prestiti, rendendo più difficile per le persone senza terra acquisire ricchezza. Gli ambienti urbanizzati contenevano popolazioni di persone senza terra, ma non necessariamente povere; gli artigiani e i lavoratori nelle città o nei paesi potevano arricchirsi attraverso il loro lavoro, o almeno beneficiare della sicurezza alimentare. Cicerone, un politico romano del I secolo a.C., sostenne che la costituzione serviana, un testo legale presumibilmente istituito da un leggendario re romano di nome Servio Tullio, classificava i ricchi come adsidui e i poveri come proletarii. Secondo Cicerone, gli adsidui erano i ricchi mentre i proletarii erano coloro che non avevano più di 1500 sesterzi. Inoltre, egli riteneva che i proletarii fossero principalmente tenuti a contribuire alla società romana con i propri figli.

### Disuguaglianza economica
Le stime dei prezzi nell'antica Roma suggeriscono che anche una piccola somma di denaro, pari a 375 sesterzi, poteva equivalere a un reddito annuo compreso tra 1900 e 2700 kg di grano. Per una famiglia di 4 persone, tale reddito avrebbe probabilmente potuto garantire tra 475 e 675 kg di grano a persona all'anno. Questo valore è vicino alla stima del PIL pro capite dell’Impero romano, che avrebbe potuto aggirarsi intorno a 600 kg (1 300 lb) di grano. Se queste stime fossero corrette, il che non è garantito, allora le fasce più povere della popolazione romana avrebbero potuto sostenersi in modo affidabile, anche se non necessariamente vivere in condizioni agiate. Il PIL pro capite dell’Italia romana era forse simile a quello delle economie della Repubblica olandese o della Spagna del XVIII secolo. Sebbene i redditi fossero certamente inferiori nelle province, potenzialmente pari alla metà dei salari in Italia, le evidenze archeologiche di sviluppo urbano suggeriscono che la popolazione fosse in crescita durante il primo impero. Una crescita demografica significativa implica ulteriormente che il cittadino provinciale medio avesse abbastanza ricchezza da vivere almeno a livello di sussistenza, facilitando l’espansione della popolazione. Gli storici Walter Scheidel e Steven Friesen hanno stimato che, durante l’Impero romano, circa il 6-12% della popolazione avesse redditi da "classe media", mentre i poveri costituivano circa l’80% della popolazione. Secondo le loro stime, l’Impero romano aveva un Coefficiente di Gini—un metodo per misurare la disuguaglianza economica—compreso tra 0,42 e 0,44.
Il classicista britannico Alan Bowman ha analizzato un registro relativo a Ermopoli nell’Egitto romano; ha trovato un coefficiente di Gini estremamente elevato di 0,815. Ciò suggerisce che la maggior parte delle proprietà fosse concentrata in una piccola parte della popolazione. Bowman ha trovato statistiche simili, con un coefficiente di Gini di 0,737, in un altro registro fondiario riguardante l’insediamento di al-Fayyum nel Fayyum. I calcoli di Bowman sono stati criticati dal classicista Roger Bagnall, che ha ricalcolato il coefficiente di Gini per il registro di Philadelphia trovando un valore molto più basso di 0,518. Tuttavia, questi dati non sono rappresentativi dell’intera popolazione romana poiché riguardano abitanti urbani, che probabilmente non dipendevano dalla proprietà fondiaria come fonte di reddito. Se si includono i residenti senza terra, le misurazioni della disuguaglianza aumenterebbero sensibilmente. Bagnall ha cercato di stimare i tassi di proprietà terriera attraverso i registri fiscali di Karanis. Le tasse venivano riscosse in grano e orzo in proporzione alla terra pubblica o privata posseduta dal contribuente. Sebbene calcolare i tassi di proprietà con questo metodo sia semplice, la sua utilità è limitata dalla mancanza di distinzione tra terra pubblica e privata nei registri e dal fatto che le tasse riscosse potrebbero non corrispondere a quelle valutate. Quando furono inclusi i non residenti di Karanis che possedevano solo tenute rurali, Bagnall identificò un coefficiente di Gini di 0,638. Per i residenti del villaggio, Bagnall calcolò un coefficiente di Gini di 0,431 usando solo i dati meglio conservati. Considerando solo la terra privata, il coefficiente di Gini per i non residenti scende a 0,626 e sale a 0,478 per i residenti. In quel periodo, Karanis era un insediamento in declino; documenti coevi contengono lamentele sul deterioramento del sistema di irrigazione e annotazioni sull’infertilità della terra. Questi fattori influenzerebbero i risultati, impedendo a Karanis di rappresentare il mondo romano nel suo complesso. Complessivamente, i dati suggeriscono che i contadini egiziani avevano probabilmente poca disuguaglianza nella distribuzione della terra; tuttavia, i non residenti dei villaggi che possedevano comunque terreni mostravano una distribuzione della proprietà molto più diseguale. Il classicista Richard Duncan-Jones ha esaminato registri fondiari provenienti da tutto l’Impero romano e ha concluso similmente che la maggior parte della terra era posseduta da una piccola classe di ricchi. Le sue ricerche hanno identificato che intorno al 4 d.C., una singola tenuta nella Magnesia possedeva il 21% della terra.

## Status sociale e stigma

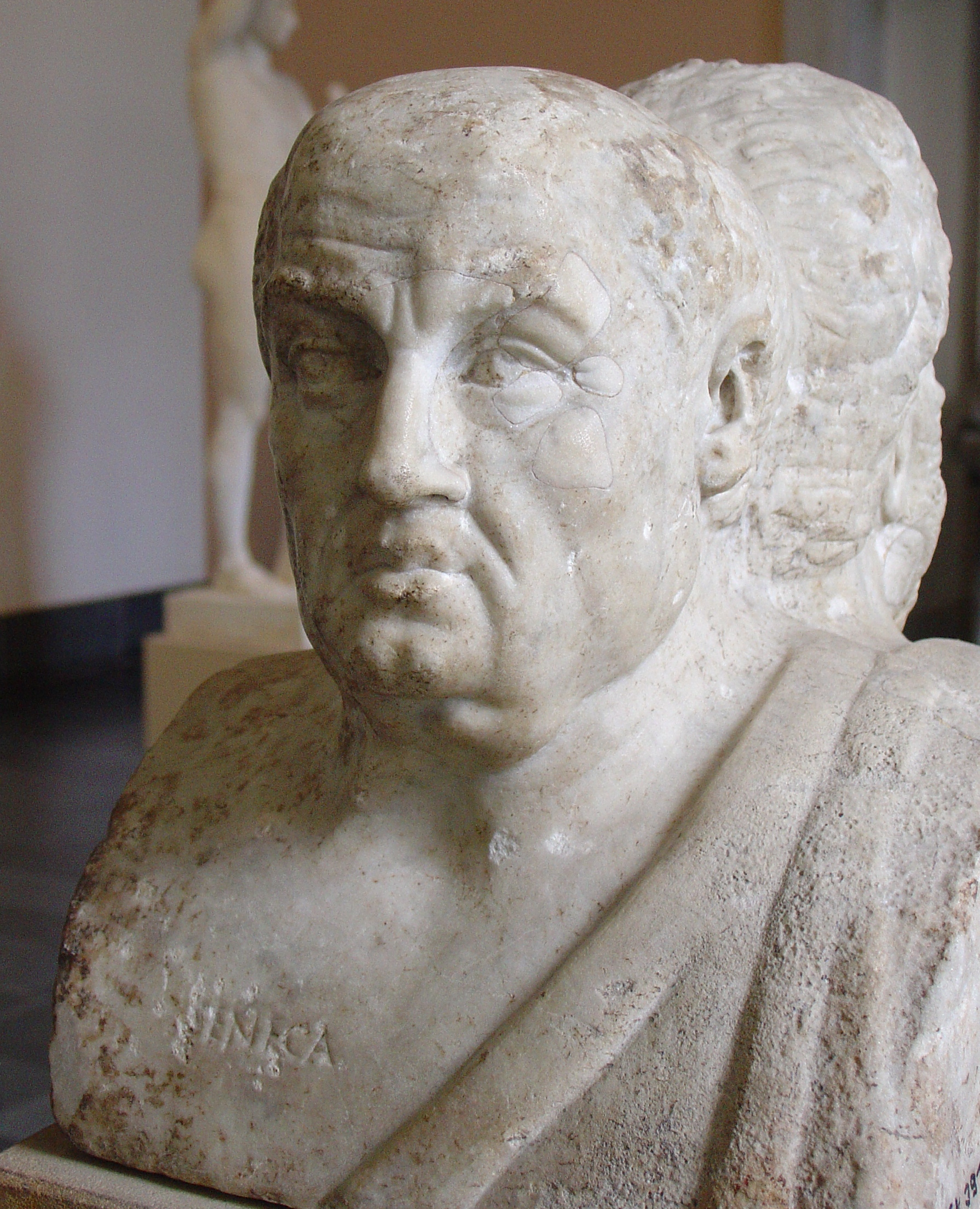
Busto di Seneca il Giovane

La letteratura romana non presenta una visione univoca della povertà; piuttosto, la sua rappresentazione dipende dalle finalità retoriche dei singoli autori. Nelle Controversiae di Seneca il Vecchio, la povertà è utilizzata frequentemente come strumento educativo. Anche se tali descrizioni potrebbero non riflettere le convinzioni personali di Seneca, è probabile che rispecchino la visione condivisa sulla povertà presente nel contesto sociale romano. In generale, Seneca evita di soffermarsi esclusivamente sulla povertà, richiamandola piuttosto per creare contrasti o criticare l’eccessivo attaccamento ai beni materiali. Seneca il Giovane afferma che i poveri possono essere liberi dall’avidità e dall’insoddisfazione, ma non invita necessariamente i lettori a rinunciare alla ricchezza: li esorta piuttosto ad "essere poveri o assomigliare a chi lo è". Secondo Seneca, la ricchezza favorisce il perfezionamento personale, mentre la povertà può rendere impossibile perseguire ogni "virtù", a eccezione di quella di "non lasciarsi corrompere né schiacciare dal peso della propria miseria".
I Romani ammiravano l'ideale del contadino e della vita agricola. Nella leggenda di Lucio Quinzio Cincinnato, ad esempio, si narra che vivesse in una piccola fattoria prima e dopo aver ricoperto la dittatura, richiamato a difendere la Repubblica. Cicerone elogiava la vita rurale per il suo contributo alla formazione morale, affermando: "La città genera il lusso, dal quale scaturisce l'avidità, che a sua volta produce l’audacia, fonte di crimini e misfatti. Al contrario, la vita dei campi, che tu chiami rozza, insegna parsimonia, attenzione e giustizia". Al contempo, la povertà urbana era generalmente disprezzata e associata al crimine e alla malattia. Cicerone definiva il lavoro manuale "indegno per un gentiluomo e volgare" e riteneva che la retribuzione ricevuta dagli operai fosse "la prova della loro schiavitù".
Nella tarda Repubblica, i poveri erano generalmente percepiti come individui inferiori e di scarso prestigio e virtù rispetto ad altri gruppi sociali. Erano considerati "feccia" della società, facili da manipolare e pericolosi per la stabilità politica. Sallustio, politico e storico romano del I secolo a.C., riferisce che la plebe appoggiava la congiura di Catilina, minaccia al governo di Roma, e che l’invidia dei poveri verso i ricchi alimentava la loro volontà di sovvertire l’ordine costituito. Secondo gli scrittori romani, i poveri si preoccupavano solo di "panem et circenses", trascurando i valori e la complessità della società romana. Tacito, scrittore del I secolo, si lamentava del "popolo degradato" che affollava l’arena e il teatro. I filosofi cinici, che predicavano una vita semplice in sintonia con la natura, erano considerati da alcuni "una massa folle e miserabile", priva di abilità pratiche, come affermava nel I secolo Dione Crisostomo.
Marziale, poeta romano del I secolo, paragona un povero chiamato Cosmo a un cane, affermando che, mentre alcuni lo scambiano per un filosofo cinico, "non è un cinico, è un cane". L’uomo è descritto come anziano, con i capelli bianchi e la barba incolta, avvolto in un mantello logoro. In un altro passo, Marziale racconta come l’uso di una lettiga e di un servo servisse a separare fisicamente i ricchi dal popolo, permettendo al cliente facoltoso di evitare ogni contatto con la folla. I Romani benestanti temevano la povertà e le umiliazioni e discriminazioni sociali che essa comportava. L’inversione dei ruoli tra ricchi e poveri era un tema ricorrente nel teatro della commedia nuova classica.

### Status legale
Giulio Paolo, un giurista romano vissuto a cavallo tra il II e III secolo, commentò una proibizione legale sui regali tra marito e moglie, sostenendo che la legge si applicava esclusivamente a scenari in cui i partner erano ostili l'uno verso l'altro; affermava che non riguardava i casi in cui i donatori erano "semplicemente spaventati dalla povertà." Ulpiano, un giurista romano del III secolo, consigliò alle donne di divorziare dai propri mariti e riottenere la propria dote se il coniuge affrontava il fallimento. Nel 336, l'imperatore Costantino il Grande (306-337) emanò una legge che proibiva le unioni legali tra individui di status sociale molto diverso. La legge elencava le donne schiave, le ex schiave, le donne comuni, le attrici, le figlie delle attrici e le figlie di gladiatori o protettori come gruppi di donne considerate di uno status sociale troppo basso per essere sposate da uomini di alta classe. Se senatori o altri magistrati tentavano di fornire eredità o regali ai figli di un matrimonio di basso status, avrebbero perso la protezione del loro status di cittadinanza riguardo al loro stato civile e alla loro proprietà. Costantino incluse anche "humilis vel abiecta," che significa "persone basse e degradate," nella sua categoria di persone di basso ceto. L'imperatore Marciano (450-457), nelle sue novelle legali, spiega che alcuni dei suoi contemporanei consideravano le persone povere come "persone basse e degradate." Tuttavia, Marciano precisò che la ricchezza non influiva sul giudizio di idoneità di un individuo a sposare una persona di rango elevato.
Nel determinare la punizione per crimini come furto, omicidio, insulti, tradimento, diffamazione o associazione a deliquere, si teneva conto dello status sociale dell'imputato. Secondo quello che Ulpiano spiega nel Digesto, i poveri o gli schiavi sarebbero stati soggetti a punizioni corporali nel caso avessero distrutto dolosamente un avviso legale scritto nel registro di un ufficiale o su un pezzo di papiro, mentre gli altri sarebbero stati soggetti solamente ad una multa di 50 aurei. In un'altra sezione dello stesso Digesto, sempre Ulpiano spiega che le sanzioni monetarie potevano essere sostituite con punizioni fisiche se la vittima era troppo povera per permettersi il pagamento. Nel 392, una legge decretò che gli individui poveri che ospitavano eretici cristiani sarebbero stati picchiati con bastoni e esiliati. Un'altra legge di Costantino affermava che se un individuo contestava la validità di una decisione legale e se quella poi risultava corretta, sarebbe stato costretto a lavorare nelle miniere per 2 anni, assumendo che fosse troppo povero per accettare la penalità di perdere metà della proprietà e di essere esiliato su un'isola per 2 anni. La condanna ai lavori forzati in miniera è confermata in un'altra legge, dove viene prevista come pena per chi, partecipando a un processo per stabilire la libertà di uno schiavo, risulta soccombente in giudizio. Se i condannati non avevano i mezzi per pagare la multa, venivano invece inviati a lavorare nelle miniere.
Nonostante questi occasionali riferimenti alla povertà, i testi giuridici romani contengono poche menzioni di persone veramente indigenti. Il giurista del I secolo Giuvenzio Celso Figlio descrive un uomo povero costretto a rinunciare alle sue tombe ancestrali e ai suoi dèi domestici, indicando che questo individuo possedeva qualche ricchezza, poiché poteva perdere questi lussi. Claudio Trifonino, un giurista citato nei Digesta, immagina lo scenario di un presunto uomo povero che ha redatto il suo testamento senza conoscere la ricchezza accumulata attraverso i suoi schiavi. Questa storia implica anch'essa un certo livello di ricchezza nell'uomo povero, poiché egli possedeva schiavi.

## Aiuti

### Programmi governativi

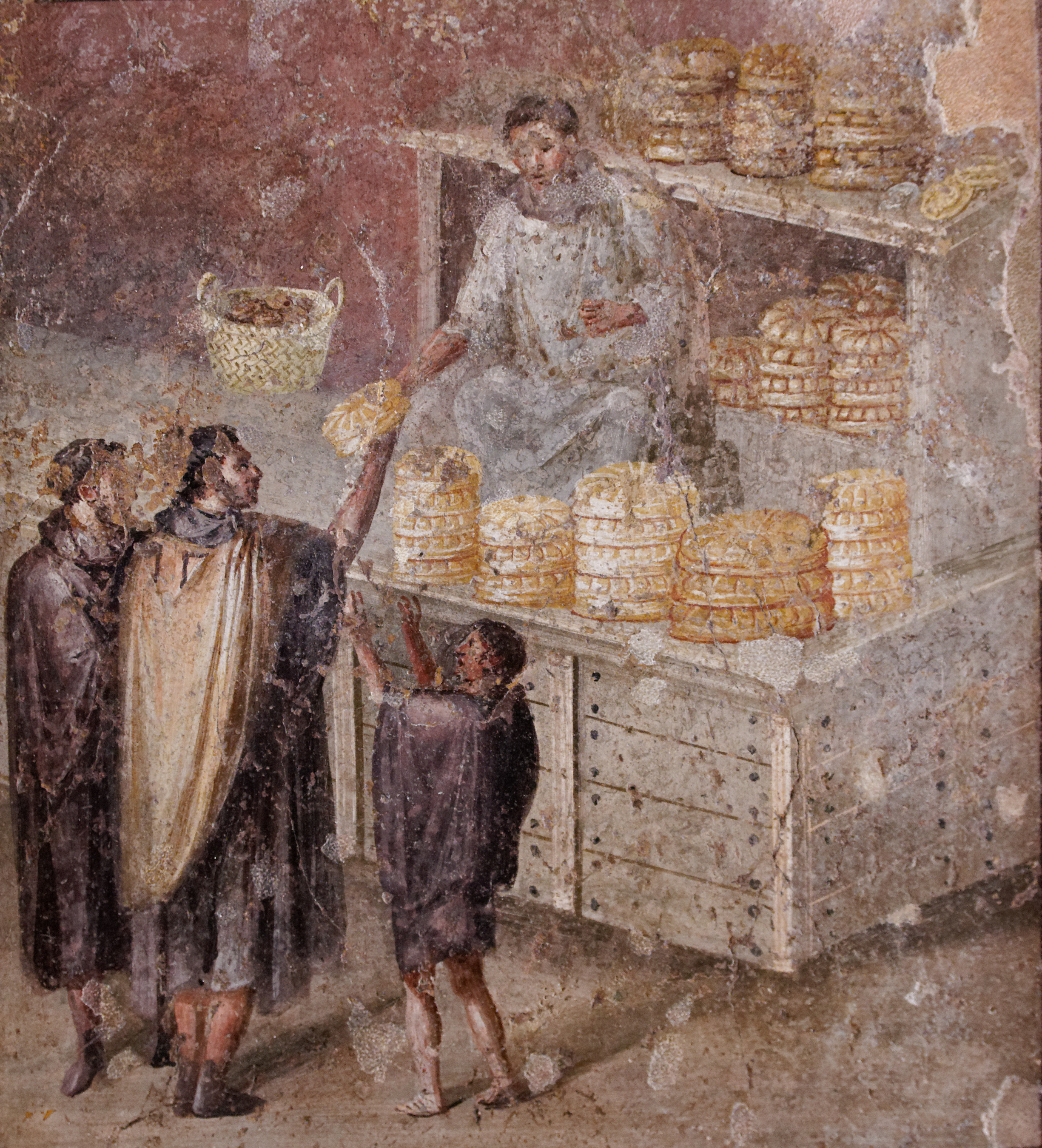
Un antico politico romano redistribuisce pane

La cura annonae era un programma che prevedeva la distribuzione di grano in forma gratuita o sovvenzionata ai cittadini romani residenti nella città di Roma e, in seguito, a Costantinopoli, che ne avessero la necessità. Tale programma venne istituito formalmente con la lex Sempronia frumentaria emanata nel 123 a.C. e intorno alla metà del I secolo a.C., l'amministrazione dell'approvvigionamento di grano venne centralizzata nel Porticus Minucia Frumentaria. Augusto permise l'istituzione del praefectus annonae, un funzionario governativo responsabile della gestione della cura Annonae. Coloro che erano idonei a beneficiare del programma erano probabilmente anche idonei al congiarium, un dono di denaro consegnato dal imperatore alla popolazione. Ulteriori atti filantropici potevano essere svolti anche attraverso le alimenta, un programma di aiuto progettato per assistere i bambini poveri nell'Italia romana. Questa iniziativa benne avviata dall'imperatore Nerva (96-98) — sebbene ampliata dall'imperatore Traiano (98-117) — ed era finanziata tramite i proventi derivanti dalle guerre daciche, dalla filantropia e dalla tassazione. L'ultima registrazione conosciuta risale al regno dell'imperatore Aureliano (98-117).
Nel 315, Costantino emanò un decreto che imponeva la fornitura di cibo e abbigliamento ai genitori incapaci di crescere i propri figli a causa della povertà: "Competerà al tuo ufficio di console garantire che se qualche genitore ha un bambino che a causa della povertà non può crescere, allora cibo e abbigliamento siano forniti immediatamente; poiché non si può tollerare alcun ritardo nel compito di allevare un bambino." Un'altra legge istituita da Costantino prevedeva di fornire un aiuto finanziario per evitare che i poveri, spinti dalle loro miserevoli condizioni economiche, vendessero i propri figli in schiavitù. L'imperatore Valentiniano I (364-375) approvò una legge che dichiarava che qualsiasi membro del clero che tentasse di ritardare le procedure legali emettendo un appello prima della sentenza finale sarebbe stato tenuto a pagare 50 libbre di argento come multa, denaro che poi, secondo la legge, sarebbe stato impiegato come aiuto per i pveri.

### Filantropia privata
Sebbene nell'antica Roma il concetto di persona giuridica esistesse sotto forma di collegium, questo principio non si estendeva alle organizzazioni di beneficenza. Per i romani benestanti intenzionati a compiere atti di filantropia, le donazioni dovevano essere offerte sotto forma di regalo o tramite un testamento. In determinate circostanze, i cittadini romani più facoltosi cercavano di istituire dei fondi presentando apposite proposte di legge alle autorità locali. Un'antica iscrizione proveniente da Acmonia racconta di una proposta legislativa, risalente all'85 d.C., da parte di un individuo di nome Tito Flavio Praxia per allocare i fondi guadagnati da determinate proprietà per un banchetto annuale. L'imperatore Nerva concesse a tutte le amministrazioni locali di accettare donazioni; e, all'epoca di Adriano (117–138 d.C.), tutte le disposizioni legate a tali donazioni erano divenute giuridicamente vincolanti. Tuttavia, il governo locale si riservava il diritto di riallocare i fondi forniti per altri scopi. Secondo fonti antiche, un individuo di nome Gaius Vibius Salutaris tentò di creare un fondo per le sei tribù di Efeso. Nel 321, Costantino confermò la legittimità di lasciare doni testamentari in denaro alla chiesa con l'intenzione che i fondi fossero eventualmente ridistribuiti ai poveri. Marciano, nel 455, emanò una legge che affrontava la stessa disciplina precisando che l'incertezza sui destinatari delle donazioni - i "poveri" non sono un gruppo specifico — non rendeva nullo il testamento.
Di solito, la filantropia degli antichi romani era motivata dal desiderio di ricevere qualcosa in cambio. Termini latini come obligatus, nexus e damnatus erano tutti utilizzati nel contesto della punizione per debiti, anche se inizialmente si riferivano ai destinatari di un regalo che conseguentemente dovevano ritornare il favore. Il commediografo romano del II secolo a.C. Terenzio derideva la natura reciproca del dono romano: «questo richiamo, rivolto a chi ha dimenticato un servizio reso, è quasi un rimprovero». Giovanni Crisostomo, un apologeta cristiano del IV secolo d.C., rifiutava l'idea che i regali dovessero essere offerti solo con l'aspettativa di una ricompensa: «Non donare a chi è ricco e può ricambiare».
Gli atti filantropici erano importanti per presentarsi come un membro generoso e virtuoso della società; se un romano benestante non compiva atti filantropici andava incontro ad una perdita di prestigio sociale. Secondo Plutarco, le masse "sono più ostili a un ricco che non dà loro una parte dei suoi beni privati che a un povero che ruba dai fondi pubblici", poiché credono che la condotta del primo sia dovuta a arroganza e disprezzo nei loro confronti, mentre quella del secondo a necessità." Cicerone affermava che il miglioramento dello status sociale motivava la maggior parte degli atti altruistici: "Possiamo anche osservare che molte persone fanno molte cose che sembrano essere ispirate più da uno spirito di ostentazione che da una vera gentilezza; perché tali persone non sono realmente generose ma piuttosto influenzate da una sorta di ambizione per mostrare di essere generosi." Era prassi comune per le persone che avevano finanziato la costruzione di edifici pubblici lasciare un segno che ricordava il proprio ruolo. Questa pratica era pensata per aumentare la popolarità e la reputazione del benefattore, che poteva far costruire una statua che lo ritraesse in suo onore. Un'iscrizione proveniente da Gythium datata tra il 161 e il 169 d.C. descrive le condizioni collegate a una donazione filantropica: il donatore registrò il regalo su tre pietre di marmo, che chiese che fossero esposte pubblicamente nel mercato locale, nel Tempio di Cesare e nel gymnasium. In alcuni casi, statue più antiche venivano riutilizzate e le loro iscrizioni sostituite per onorare nuovi benefattori. Cicerone, durante il suo mandato come governatore della Cilicia, commentò questo fenomeno, affermando che le "false iscrizioni" di quelle statue erano in realtà dedicate ad altre persone. Tacito, uno storico romano del I secolo d.C., descrive un'accusa contro il proconsole della Bitinia, Granius Marcellus, che sosteneva che egli avesse sostituito la testa di una statua dell'Imperatore Augusto (27 a.C.-14 d.C.) con un busto dell'Imperatore Tiberio (14-37). La buona reputazione che i ricchi ottenevano attraverso questi sforzi permetteva loro di ottenere favori da altri romani benestanti. In Pro Plancio, una difesa legale di Gneo Plancio nel 54 a.C., Cicerone chiede: "Chi mai può avere, o chi mai ha avuto tali risorse in sé da poter rimanere senza molti atti di gentilezza da parte di molti amici?" Questa affermazione implica che il dono e il rimborso dei regali fossero di significativo beneficio economico per i ricchi. La filatropia era motivata anche da ambizioni politiche: i patrizi offrivano ai plebei servizi come difese legali, inviti a banchetti, offerte di cibo, abbigliamento e denaro in cambio di supporto durante le elezioni.
Cicerone criticò le motivazioni egoistiche che vi erano dietro molti atti di carità; al contrario dimostrò di apprezzare la vera generosità: "Non c'è nulla di più caratteristico della ristrettezza e della piccolezza d'animo dell'amore per le ricchezze; e non c'è nulla di più onorevole e nobile che essere indifferenti al denaro, se non se ne possiede, e dedicarlo alla beneficenza e alla liberalità, se lo si possiede." Cicerone utilizzò il concetto romano di humanitas nei suoi scritti, che, già dal I secolo d.C., aveva acquisito un nuovo significato riferito all'interesse verso il benessere degli altri. Le idee sulla sacralità dell'umanità trovarono spazio nelle scuole di pensiero stoiche; il filosofo stoico del I secolo d.C. Seneca dichiarò che "l'uomo è una cosa sacra per l'uomo," Seneca credeva che il "saggio" tenderà "la mano al marinaio naufragato, offrirà ospitalità all'esiliato, e elemosina ai bisognosi — non nel modo offensivo in cui la maggior parte di coloro che desiderano essere considerati buoni lanciano la loro generosità a coloro che assistono e si tirano indietro dal loro tocco, ma come un uomo darebbe a un altro qualcosa dal comune patrimonio." Seneca condannò la generosità illimitata derivante dalla pietà, definendo la pietà "una malattia della mente," anche se "molti la lodano come una virtù, e dicono che un uomo buono è pieno di pietà." Queste opinioni di Seneca riflettono probabilmente le idee della filosofia greco-romana; Aristotele credeva che la pietà derivasse parzialmente dalla paura che simili sventure potessero colpire se stessi. Seneca potrebbe aver ritenuto che la pietà, essendo derivata dalla paura, sovrastasse l'ideale stoico in greco antico: autarcheia?, ovvero non essere turbati dalle emozioni. La sua condanna dell'emozione della pietà non indica necessariamente che rifiutasse tutti gli atti di carità. Seneca descrisse casi di individui che si sentivano obbligati ad aiutare una persona povera a causa della pietà. Descrive un caso di una madre costretta ad aiutare un mendicante a causa della presenza di un bambino esposto. Secondo Seneca, la donna immaginava suo figlio nella posizione del bambino. Analogamente, Giovanni Crisostomo asserì che alcuni avevano accecato i propri figli, masticato scarpe vecchie, attaccato chiodi acuminati sulle loro teste, vissuto in piscine ghiacciate con la pancia nuda, e "cose ancora più orribili di queste" per apparire più simpatici. Il poeta romano del I secolo a.C. Orazio descrive un mendicante che cerca di attirare l'attenzione fingendo di avere una gamba rotta.
Tuttavia, gli atti benevoli promossi da questi filosofi non erano necessariamente rivolti a tutti i poveri dell'antica Roma; piuttosto, si riteneva che tutti i beneficiari dovessero essere membri rispettabili della popolazione con buone caratteristiche morali. Seneca consigliava ai benestanti di limitare la propria carità a "uomini buoni o a coloro che potrebbero diventare uomini buoni." Plauto espresse lo stesso concetto: "Un uomo che dà qualcosa da mangiare o bere a un mendicante gli rende un cattivo servizio: ciò che gli dà si spreca e prolunga la sua vita nella miseria." I romani delle classi più elevate erano molto più propensi ad aiutare altri membri delle classi più alte piuttosto che quelli delle fasce più povere. Giovenale, un poeta romano del II secolo d.C., descrive come le folle di poveri molestassero le carrozze dei ricchi se rallentavano sulla Via Appia ad Ariccia. I cittadini più abbienti potrebbero essere stati motivati ad aiutare queste persone a causa della paura di essere aggrediti fisicamente o di subire una pubblica umiliazione.

## Condizioni di vita

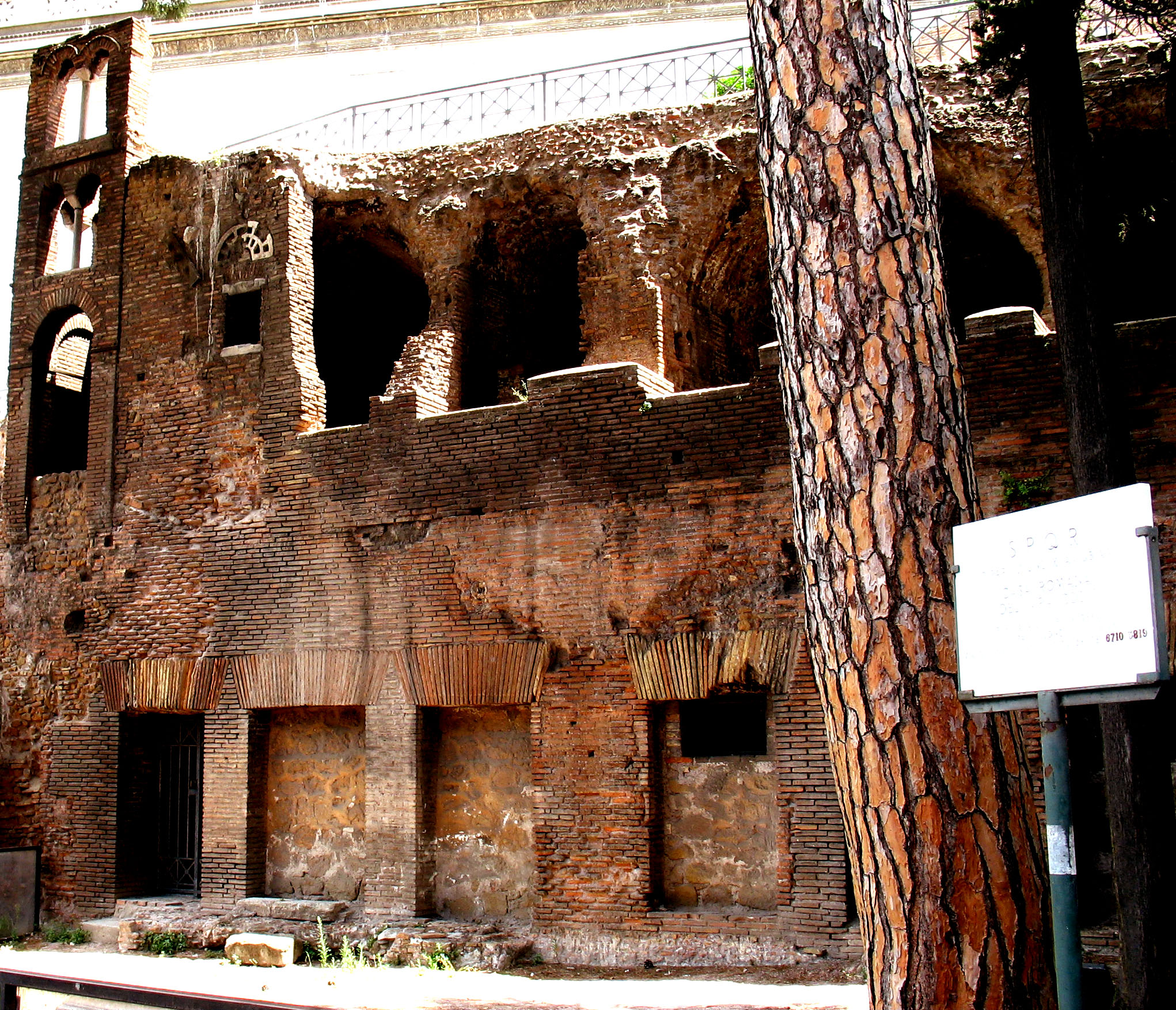
Antica insula romana presso la basilica di Santa Maria in Aracoeli

I Romani poveri, in condizioni di estrema necessità, potevano arrivare a vendere sé stessi o i propri figli come schiavi. Secondo lo storico Ammiano Marcellino, i poveri abitavano spesso in tabernae, ovvero nelle volte situate sotto le gradinate dei teatri, degli anfiteatri e del circo. Tuttavia, in una traduzione alternativa del testo di Ammiano curata da John Rolfe, queste strutture sono interpretate come le tende dei teatri, lasciando spazio a dubbi sul significato esatto del termine nel contesto specifico. I poveri risiedevano anche in edifici a più piani di bassa qualità, noti come insulae. Queste abitazioni erano spesso costruite con materiali scadenti, rendendole vulnerabili a incendi e crolli. Le pareti sottili e l’altezza eccessiva rispetto alla struttura le rendevano instabili e insicure.
Le condizioni igienico-sanitarie nelle insulae erano generalmente pessime: gli ambienti erano poco ventilati, angusti, bui e umidi, spesso dotati di pozzi neri per i rifiuti umani, che contribuivano alla diffusione di malattie. Queste condizioni facilitavano anche la trasmissione zoonotica e la proliferazione di parassiti microbici. Le classi più povere avevano accesso limitato a forme di interazione sociale o di espressione dello status sociale, come le terme, i banchetti o l’iscrizione ai collegia. Inoltre, erano escluse dai costosi riti funebri della cremazione e della sepoltura formale. I più indigenti venivano interrati in fosse comuni chiamate puticuli, oppure sepolti in tombe modeste o cremati con le ceneri conservate in anfore.
Le fonti archeologiche indicano che l'alimentazione dei poveri si basava prevalentemente su cereali come miglio, grano, orzo, segale e farro, integrati con cipolle, aglio, legumi secchi, olio d'oliva e vino. Consumi occasionali includevano maiale e pesce. Secondo Galeno, nelle aree rurali e tra i ceti più bassi si mangiavano focacce, mentre nei periodi di carestia si preparava pane a base di avena. Alimenti come uova o formaggio erano probabilmente rari, mentre il consumo di carne era molto limitato, fatta eccezione per l’introduzione, sotto Aureliano, della distribuzione gratuita di maiale.
La disponibilità di cibo era influenzata anche dalla geografia, con impatti sulla dieta e sullo stato di salute. Analisi scheletriche condotte a Ercolano indicano che gli abitanti locali erano più alti rispetto alla media romana, forse grazie a un'alimentazione ricca di pesce resa possibile dalla vicinanza al mare. Secondo la bioarcheologa Rebecca Gowland, i bambini provenienti dalle classi più povere mostravano una crescita ridotta rispetto a quelli delle famiglie abbienti, e i resti scheletrici degli adulti poveri rivelano segni di stress fisico da lavoro intenso.
Nei periodi di crisi economica o di carestia, i poveri potevano essere costretti a diventare coloni — cioè agricoltori affittuari — per sopravvivere.

### Cristianesimo
Nell'antica Roma, i cristiani si impegnavano a mettere in luce la condizione dei più poveri, attirando l’attenzione pubblica sulle loro difficoltà e promuovendo un atteggiamento di solidarietà verso gli emarginati. Il teologo Agostino d'Ippona, attivo nel IV secolo, si soffermò in particolare sulle necessità delle fasce più indigenti della popolazione, definendole con i termini latini "egentes" e "indigentes". Agostino incoraggiava l’elemosina come forma concreta di carità, invitando i fedeli a condividere i propri beni: "lascia che il bisognoso gioisca del tuo dono, affinché tu possa gioire del dono di Dio." Allo stesso tempo, descriveva i cristiani come bisognosi della grazia divina, affermando: "Fornisci, dunque, ciò che manca al bisognoso, affinché Dio possa riempire il tuo essere interiore."
Nella letteratura cristiana dell’antichità, la povertà volontaria era spesso considerata una forma di virtù, capace di compensare la povertà involontaria. Clemente I, papa tra l’88 e il 99, affermava che "Molti si sono consegnati alla schiavitù, fornendo cibo ad altri con il prezzo ricevuto per sé stessi." San Girolamo, teologo del IV e V secolo, consigliava alla nobildonna romana Giulia Eustochio di rinunciare a ricchezze e proprietà: "Devi anche evitare il peccato dell'avidità, e questo non solo rifiutandoti di impossessarti di ciò che appartiene agli altri, poiché ciò è punito dalle leggi dello Stato, ma anche non trattenendo le tue proprietà, che ora non sono più tue."
Il teologo del II secolo Tertulliano descrisse una comunità cristiana che gestiva un tesoro collettivo, le cui donazioni erano destinate a sostenere i poveri. Un esempio analogo si trova in Paolino di Nola, vescovo del IV secolo, che descrisse il senatore cristiano Pammachio mentre offriva un banchetto per i poveri nella Basilica di San Pietro, come riportato nelle sue epistulae.
I canoni dei concili ecclesiastici del V e VI secolo, specialmente nella Gallia, affrontavano spesso la gestione delle finanze ecclesiastiche, cercando di prevenire l'uso improprio dei fondi destinati ai poveri. In una lettera del 475, Papa Simplicio (468-483) denunciò il comportamento del vescovo Gaudenzio, che si era appropriato di beni della chiesa a fini personali. Anche San Girolamo menzionò episodi di corruzione ecclesiastica in una lettera a Nepoziano, affermando: "Rubare a un amico è un furto, ma frodare la chiesa è un sacrilegio", definendo tali atti "la più manifesta delle infamie."
Secondo Pelagio, teologo del IV secolo, i poveri erano meno esposti alla tentazione del peccato rispetto ai ricchi: "è più facile per il povero spogliarsi di tali sentimenti che per il ricco, poiché la povertà non solo non fornisce la materia prima per il peccato, ma nella maggior parte dei casi lo rende impossibile."
Tuttavia, non tutti i pensatori cristiani condividevano l’idea che la ricchezza dovesse essere rifiutata. Clemente di Alessandria, teologo del III secolo, considerava la ricchezza moralmente neutra, sostenendo che ciò che contava era l’uso che se ne faceva.